# Deroceras altimirai
Deroceras altimirai is een slakkensoort uit de familie van de Agriolimacidae. De wetenschappelijke naam van de soort is voor het eerst geldig gepubliceerd in 1969 door Van Regteren Altena.